# Девід Тейлор (снукерист)
Де́від Те́йлор (англ. David Taylor, нар.29 липня 1943 ) - англійський колишній професіональний гравець у снукер. Отримав прізвисько «Срібний Лис» за сірий колір волосся.

## Кар'єра
Девід виграв аматорські чемпіонати світу та Англії у 1968 році, що дозволило йому стати професіоналом і потрапити до мейн-туру. Хоча Тейлор був чудовим снукеристом, він ніколи не домагався великих успіхів. Він тричі грав у фіналах великих турнірів, але жодного разу не перемагав. Першою спробою був чемпіонат Британії 1978 року, де він програв Дугу Маунтджою 9:15. Потім, у 1981 поступився Стіву Девісу 6:9 на British Open та в 1982 Тоні Ноулзу на Jameson International з таким же рахунком. Найкращим досягненням Тейлора на чемпіонаті світу став півфінал турніру 1980, де він поступився Кліффу Торбурну 7:16. У чвертьфіналі того ж чемпіонату він переміг першого номера світового рейтингу і 6-кратного переможця першості Рея Ріардона 13:11. Єдина перемога Тейлора належить до командного змагання State Express World Team Classic, коли він став переможцем у складі англійської команди. Девід протягом 10 років (з 1976 до 1986 року був серед найкращих 16 снукеристів світу, а у 1981-82 роках перебував на 7-му рядку рейтингу. Останній телевізійний виступ Тейлора припадає на чемпіонату світу 1990 року, коли 47-річний Девід поступився майбутньому фіналісту Джиммі Вайту 6:10.

## Приватне життя
Девід Тейлор мешкає неподалік від Данхему (графство Чешир).
Тейлор був одним з коментаторів матчу, де Стів Девіс зробив перший в історії туру максимальний брейк.
Цікаво, що Девід Тейлор - єдиний снукерист, який забив всі кулі в фінальному раунді ігрового телешоу Big Break.

## Досягнення в кар'єрі
- Чемпіонат світу півфіналіст - 1980
- Кубок Націй переможець у складі команди Англії - 1981
- British Open фіналіст - 1981
- Чемпіонат Великої Британії фіналіст - 1978
- Jameson International фіналіст - 1982